# سحرگاه سپتامبر
سحرگاه سپتامبر (انگلیسی: September Morn) یک نقاشیِ جنجالیِ رنگ روغن بر روی بوم کرباس است که در سال ۱۹۱۱ میلادی توسط هنرمند فرانسوی پل امیل شاباس طراحی گردید. این اثر هنری در چندین تابستان نقاشی شده و نشانگر دختر یا زن جوانِ برهنه‌ای است که در جریان آب‌های کم عمق دریاچه ایستاده‌است. آفتاب سحرگاهی به وضوح همه جا را روشن نموده. او در یک موقعیت مبهم و در حالِ نظاره به سمت جلو است در حالی که بسیار ساده و سر راست و به لحاظ محجوبیت و حیا، سرما یا سردی آب، بدن خودش را پوشانده. این حالتِ مدل نقاشی به عنوان یک جنون بی‌رحمانه و «بی‌گناهی خرافی» هم تعبیر گردیده.
سحرگاه سپتامبر، اولین بار در سالن پاریس و به سال ۱۹۱۲ به نمایش گذاشته شد. اگر چه مالک نخست این اثر مشخص نیست اما مطمئناً لئون مانتشه، نقاشی را تا پایان سال ۱۹۱۳ در اختیار داشته‌است. پس از آن این اثر هنری به روسیه منتقل شد و پس از انقلاب اکتبر سال ۱۹۱۷ از دست رفت. در سال ۱۹۳۵ این نقاشی در مجموعه گالوست گلبنکیان رویت شد؛ و پس از مرگ وی به سال ۱۹۵۵ به یک کارگزار اهل فیلادلفیا فروخته شد که در ادامه به طور ناشناس به موزه متروپولیتن نیویورک در سال ۱۹۵۷ فروخته شد. از سال ۲۰۱۴ این نقاشی قابل نمایش برای عموم نیست.
از سال ۱۹۱۳ بازتکثیر این نقاشی در ایالات متحده باعث ایجاد اختلاف نظرهای بسیاری گردید. یک فروشندهٔ هنری در شیکاگو متهم به گستاخی، ناشایستگی و بی‌نزاکتی گردید. شخصی دیگر در نیویورک توسط آنتونی کامستاک، که یک بازرس و سیاستمدار و معتقد به ایده‌های اخلاقی ویکتوریایی بود مورد هجمه قرار گرفت. کامستاک به دلیل مبارزات گسترده خودش برای سانسور و موارد مورد نظر نامناسب در میان عوام شهره بود.

## توضیحات

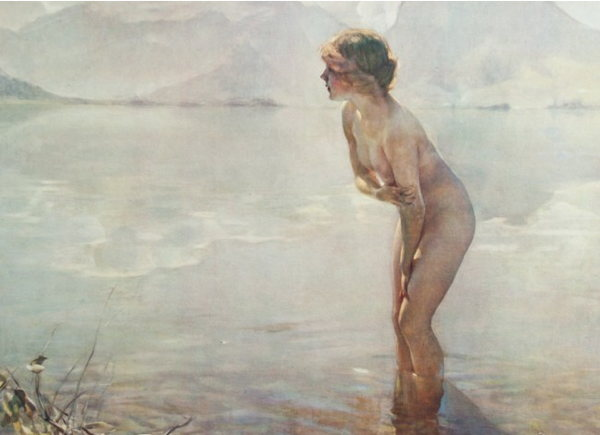
یک نمونه از طرح بازتکثیر نقاشی مربوط به سال ۱۹۶۱ که به خوبی غالب بودن رنگ خاکستری را به نمایش می‌گذارد

طرح‌های بازتکثیر این اثر هنری به سال ۱۹۶۱ از غلبهٔ رنگِ خاکستری حکایت دارد که با نقاشیِ اصلی در یک تضاد کامل قرار دارد. در بررسیِ این تقابل فاحش می‌توان به این نکات اشاره داشت که در سحرگاه سپتامبر، یک دختر یا زن برهنهٔ جوان را شاهد هستیم که به صورت ایستاده در حالی که تا مچ پاها در آب قرار گرفته در نزدیکیِ خط ساحلی دریاچهٔ آرام قرار دارد که اطراف آن توسط تپه‌ها احاطه گردیده. این در حالی است که طلوعِ خورشید سپیده‌دم در این نقاشی کاملاً مشهود است. هر چند در اطراف مدل تا حدودی تیره‌تر به نظر می‌رسد.
دستان وی به حالت چلیپا بدنش را احاطه نموده. دست راست وی در زیر سینه‌اش، آرنج چپ را دربر گرفته در حالی که بازوی چپ وی ناحیه عمومی بدنش را از دید پنهان ساخته. در حالت کلی؛ این حالت از فیگور گرفتن می‌تواند به صورت متفاوتی همچون موضوع محافظت از بدن برهنه در قبال سرما و احساس لرزش بیان شود یا حتی پوشاندن بدن برهنه از بابت احساس شرم و حجب و حیا. در عین حال می‌تواند علایمی دال بر حمام و شستن بدن با اسفنج یا کیسه مخصوص استحمام باشد. تعبیرهای دیگری هم مطرح است که از آن با عنوان «بی‌گناهی خرافی» هنرمند یاد می‌شود.
بررسی‌های نخستین در سال ۱۹۱۲ مشخص نمود که نقاشی تحت تأثیر رنگ خاکستری قرار داشته که تأثیرات مشهود آن را می‌توان در رنگ‌های سایه‌وار بدن مدل، رنگمایهٔ آبی-خاکستری آب‌ها در ماه سپتامبر، رنگمایهٔ سبز-خاکستری آسمان و نقاط صورتی تپه‌های پشت زمینهٔ مدل به خوبی مشاهده کرد. منتقد هنری فرانچوت تیبوال-سیسون، این حالت رنگ‌آمیزی را به عنوان یک محرک صبحگاهی در نظر گرفته، موضوعی که جوان مورد نظر را برای استحمام نمودن آماده می‌کند و در ادامه می‌افزاید؛ بخارات خاکستری و روشن برخاسته بر روی دریاچه شناور و کاملاً مشهود است. این نقاشی رنگ روغن بر روی بوم کرباس در اندازهٔ ۱۶۳٫۸ در ۲۱۶٫۵ سانتیمتر (۶۴٫۵ در ۸۵٫۲ اینچ) طراحی گردیده. امضای چاپاس، طراح این اثر، در پایین سمت چپ اثر هنری قرار دارد.

## پس‌زمینه
در آن زمان که پل امیل شاباس نقاشی صبح سپتامبر را طرح نمود به عنوان یک هنرمند آکادمیک مشهور بود. وی به شکل منظم در سالن پاریس حضور بهم می‌رسانید که اولین مورد آن مربوط به سال ۱۸۸۶ می‌باشد. در سال ۱۸۹۵ توانست مدال رتبه سوم سالن را بدست آورد. چهار سال بعد، شاباس توانست جایزهٔ ملی را برای نقاشی دیگرش به نام «تبرک جست‌وخیزان» به دست آورد. پُرتره موصوف توانست مدال طلای نمایشگاه جهانی سال ۱۹۰۰ را هم از آن خود کند و در نهایت توسط موزه هنرهای زیبای نانت خریداری گردید. در سال‌های پس از آن، شاباس، زمستان را در پاریس گذراند در حالی که تابستانش را اختصاص به نقاشی از زنانِ جوانِ کنار سواحل رودخانه‌ها، دریاچه‌ها، و دریاها داده بود. در سال ۱۹۰۲ میلادی وی موفق به دریافت مدال لژیون دونور گردید.
شاباس دانش آموختهٔ هنرمندانی همچون تونی رابرت-فلوری، ویلیام-آدولف بوگرو و آلبرت میگنن بود. هر چند اغلب آثار وی عمدتاً آثاری مشتمل بر پرتره بود که بیشتر آنها ترکیبی از زنان و دختران جوان و برهنه بودند. دریاچه‌ها و رودخانه‌های فرانسوی جزو مکان‌های شگفت‌انگیز برای نقاشان آن دوره محسوب می‌گردید. نقاشانی که به تعامل نور با مدل‌ها و محیط اطرافشان اهمیت بسزایی می‌دادند. سپتامبر صبح از این جهت کاملاً به این شیوه شبیه است.
جی. والمی-بایس، در سال ۱۹۱۰ در یک نظرسنجی دربارهٔ هنرمند گفته بود که سبک شاباس، تأثیر مستقیمی بر دوران زندگی هنرمند در خانهٔ تابستانیِ خانواده در کنار اردر دارد. این شیوه مشخص می‌کند شکوه نوجوانی را در زیر یک جذابیت گُنگ و مُبهم به همراه برهنگی خالص و پاک و این همان چیزی است که شاباس از مدل‌های خود در ذهن می‌پروراند. مورخ هنری، برام دیجسترا، استدلالی غیر از این موضوع دارد مبنی بر اینکه هیچ هنرمندی در بهره گرفتن از فرصت‌های زودگذر مدل زن یا کودک به اندازه شاباس دارای واکنش سریع نیست. وی همچنین معتقد است که هنرمند تأکید بر نشان دادن تقلید دختران کوچک برهنه از زنان بالغ و در عین حال آشفتگی زنان از این موضوع، همراه با تحریک جسمانی توسط آنها دارد.